# 群集生態学
群集生態学（ぐんしゅうせいたいがく、英語: community ecology）とは生態学の一分野。生物の群集における複数種の組み合わせの示す規則性などを理解することを目的とする学問。synecologyともいう。これに対し、単一種の個体数の変動などを研究する個体群生態学や個体の行動や生理について研究する行動生態学、生理生態学などをAutecology（日本語で種生態学や個生態学）ということもある。

## 概説
群集生態学は、群集をその対象とする生態学の分野である。群集とは、同一地域の生息する他種類の生物のまとまりであるから、群集生態学は、同一地域に生息する生物間の関係（種間関係）を明らかにし、あるいはそのしくみや働き（群集構造）を知ることを目的とする。
なお、個々の種についての研究は個体群生態学の対象であるが、個々の種の間の関係も、その延長として個体群生態学の側から論じられる場合がある。その意味では種間関係論は両者の領域にまたがる。
群集生態学は、まず植物を対象として進んだ。植物群落は肉眼的にもまとまりとして捕らえやすく、その構造を直接に把握しやすい。この分野は一方では群集の型を分類して体系化するという、植物社会学へと発展した。また、植物群集の変遷から遷移の考えが生まれ、これに動物群集を結びつけたところから生態系の概念が生み出された。
動物の場合には、そのまとまりが見た目で把握しづらいこともあり、遅れて始まったが、チャールズ・エルトンが種間の関係において食う食われるの関係が重要であることを指摘し、食物連鎖を群集の構造の基本であると見なしたところから発展が始まった。
また、1959年に森下正明により論文発表がされたCλ指数は、群集生態学における指数で生物の群集の類似度を表す指数のひとつで、個体群における分布様式に関する指数であるIδ指数の研究を群集に応用したものである。